# Шмелевидка-предводитель
Шмелевидка-предводитель (лат. Hemaris ducalis) — вид бабочек рода шмелевидки из семейства Бражники. Южный и восточный Казахстан (до Алтайских гор), северный Афганистан, западная Монголия, Кыргызстан, Китай (Xinjiang), Корея, Пакистан, Таджикистан, южный Узбекистан.

## Описание
Размах крыльев 4—5 см. От прочих видов своего рода отличаются наличием беловатой поперечной полосы на третьем абдоминальном тергите. Задние крылья оранжевые, а передние в основном — коричневые. Аролии отсутствуют. Внешне напоминают шмелей (брюшко сверху пушистое, усики веретеновидные). Пьют нектар не садясь на цветки, а зависают возле них в воздухе. Встречаются на высотах до 6200 м.
Гусеницы питаются на растениях родов жимолость (Lonicera)
.

## Подвиды
- Hemaris ducalis ducalis
- Hemaris ducalis lukhtanovi Eitschberger, Danner & Surholt, 1998 (Пакистан)